# بوبي إدنر
بوبي إدنر (بالإنجليزية: Bobby Edner)‏ مواليد 5 أكتوبر 1988 في داوني، الولايات المتحدة، هو ممثل أمريكي بدأ مسيرته الفنية سنة 1992.

## الأعمال
- خطوة بخطوة
- بيواتش
- إي آر
- ممسوس بملاك
- حكم عرفي
- تيتوس
- المسحورات
- ماد تي في
- الجنة السابعة
- جاغ

## روابط خارجية
- بوبي إدنر على موقع IMDb (الإنجليزية)
- بوبي إدنر على موقع أول ميوزيك (الإنجليزية)
- بوبي إدنر على موقع قاعدة بيانات الفيلم (الإنجليزية)